# Vladislav Vyacheslavovich Volkov
Vladislav Vyacheslavovich Volkov (tiếng Nga: Владислав Вячеславович Волков; sinh ngày 6 tháng 3 năm 1996) là một cầu thủ bóng đá người Nga thi đấu cho FC Pskov-747 Pskov.

## Sự nghiệp câu lạc bộ
Anh có màn ra mắt tại Giải bóng đá chuyên nghiệp quốc gia Nga cho FC Pskov-747 Pskov vào ngày 24 tháng 5 năm 2015 trong trận đấu với FC Tekstilshchik Ivanovo.

## Đời sống cá nhân
Anh là con trai của Vyacheslav Volkov.